# Stockholms squashklubb
Stockholms squashklubb, SSK, är en av Sveriges största squashklubbar med drygt 400 aktiva medlemmar. Klubben grundades 1946 av Axel Jonason, och är Sveriges äldsta. Klubben har sina lokaler i Gärdets Squashhall på Gärdet i Stockholm.